# Michael Clifford
Michael Richard Clifford, detto Rich (San Bernardino, 13 ottobre 1952 – 28 dicembre 2021), è stato un astronauta statunitense.
Nel 1994 gli venne diagnosticata la malattia di Parkinson, che ne avrebbe poi causato la morte sul finire del 2021.